# Patru tanchiști și un cîine

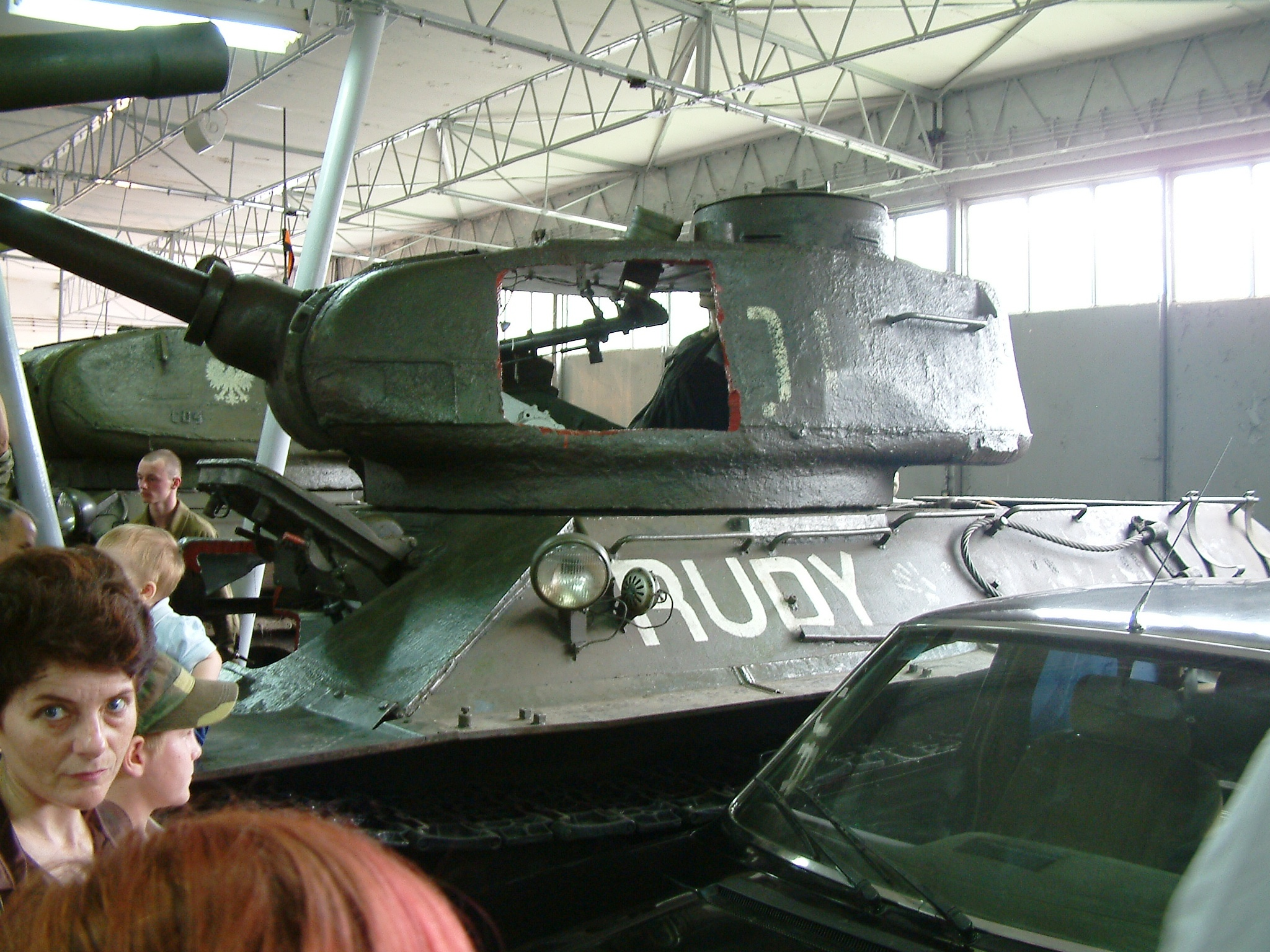
Tancul T-34-85 folosit la filmarea scenelor din interiorul tancului (Muzeul Centrului de Instruire al Forțelor Terestre din Poznań)

Patru tanchiști și un cîine (în poloneză Czterej pancerni i pies) este un film serial de televiziune polonez în alb-negru a cărui scenariu este bazat pe cartea omonimă a lui Janusz Przymanowski. Filmul a fost realizat între 1966 și 1970, seria fiind compusă din 21 de episoade de câte 55 minute fiecare, împărțite în trei sezoane. Acțiunea filmului este situată în anii 1944 și 1945, în timpul celui de-Al Doilea Război Mondial și urmărește aventurile echipajului unui tanc T-34 al Armatei 1-a Poloneze, armată constituită cu ajutor sovietic. Deși atât cartea cât și serialul TV conțin elemente de propagandă pro-sovietică, filmul este considerat în Polonia ca o serie cultă.
Tancul T-34 cu numărul de identificare „102” numit „Rudy” (Roșcatul), Szarik, ciobanescul german din Siberia și, într-o mai mică măsură, membrii echipajului Jan Kos, Gustaw Jelen, Grigorij Saakaszwili, Tomasz Czereśniak, comandantul și mentorul lor Olgierd Jarosz, precum și alți eroi ai seriei, au devenit icoane ale culturii populare poloneze.
Popularitatea seriei a venit din faptul că a fost prima serie de după război ce trata un subiect legat de epoca celui de-al Doilea Război Mondial într-un mod mai lejer. Cu cât evenimentele tragice ale războiului se îndepărtau, cu atât publicul polonez devenea mai obosit de tonul tragic al serialelor de televiziune și al filmelor anterioare cu subiecte de război. În același timp, seria nu era nici o comedie căci conținea multe momente triste și scene de luptă intensă în care unele dintre personajele principale erau rănite sau ucise.
Deși popular, punctul de vedere optimist în care a fost prezentat războiul în aceasta serie a evidențiat multe probleme. Din punct de vedere al realismului militar, seria este, de fapt aproape grotescă, eroii având un concept foarte lax al disciplinei militare, ducând adesea lupte „private” în ciuda ordinelor primite. Ei înfrâng fără efort soldații germani, care sunt descriși ca fiind incompetenți din punct de vedere militar. Seria este, de asemenea, încărcată cu o doză de propagandă pro-sovietică și pro-ruse. Un accent a fost pus pe prietenia între soldați polonezi și sovietici din prima linie, fără însă a menționa problemele din relațiile polono-sovietice din acea perioadă (deși acestea au fost adesea sugerate în fundal).
În ciuda neajunsurilor sale, seria și-a păstrat uriașa sa popularitate și a fost difuzată anual în Polonia până în 1989. A fost, de asemenea,  difuzată și în alte țări ale blocului sovietic. După 1989 seria a fost transmisă sporadic în Polonia iar în 2000 a fost lansată pe DVD.

## Personaje

### Echipajul
- Olgierd Jarosz, „Olgierd”, (interpretat de Wilhelmi Roman) este primul comandant al tancului. A fost meteorolog înainte de război.
- Gustaw Jeleń, „Gustlik”, (interpretat de Pieczka Franciszek) este încărcătorul, originar din Silezia.
- Jan Kos, „Janek”, (interpretat de Gajos Janusz) este tunarul și operatorul radio al tancului și este promovat comandant al tancului după moartea lui Olgierd. El este stăpânul câinelui Szarik, un câine bine dresat și inteligent.
- Grigorij Saakaszwili, „Grześ”, (interpretat de Włodzimierz Press) este conducătorul tancului. Este de origine georgiană și a fost șofer în viața civilă.
- Tomasz Czereśniak, „Tomuś, Tomek”, (interpretat de Gołas Wieslaw) este integrat în echipajul tancului pe postul de tunar și operator radio înlocuindu-l pe Janek după moartea primului comandant. Este un tânăr vesel ce cântă din acordeon.

### Alte personaje
- Marusia „Ogoniok”, asistentă medicală rusă, interpretată de Pola Raksa.
- Lidia Wiśniewska, „Lidka”, operator de radio, interpretată de Małgorzata Niemirska.
- Franek Wichura, șofer de camion, interpretat de Witold Pyrkosz.
- Colonelul, interpretat de Tadeusz Kalinowski.
- Cel puțin două tancuri reale au fost folosite în acest film. Unul dintre ele a fost folosit pentru filmarea scenelor din interiorul tancului, tanc ce este expus acum în muzeu de arme blindate din Centrul de Instruire al Forțelor Terestre din Poznań.[3] Deși există referiri la un tanc T-34 armat cu un tun de 76 mm, tancul din film este un T-34/85.

## Lista episoadelor

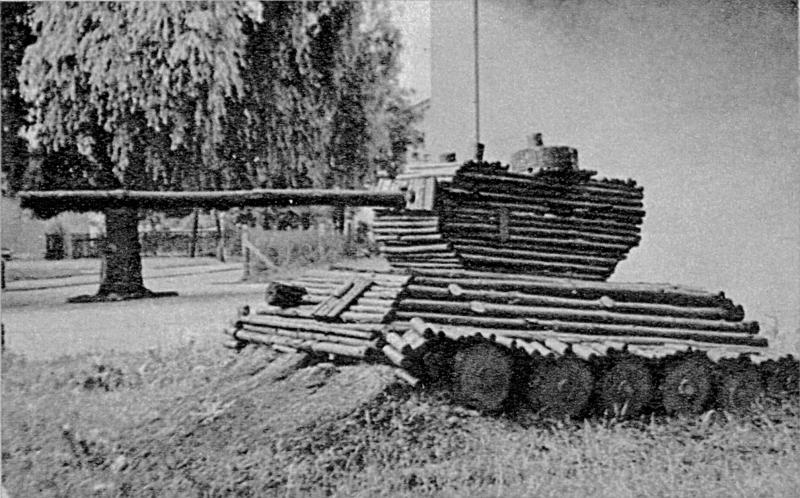
Un tanc din lemn construit de un fan al seriei din Rawicz

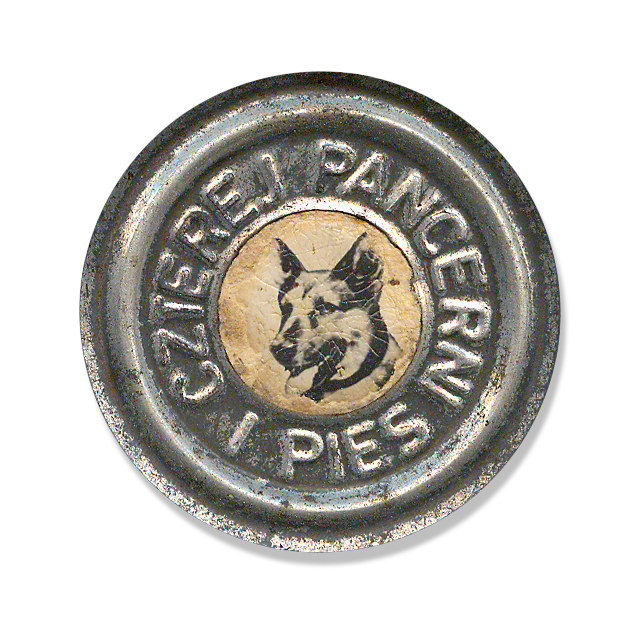
O insignă dedicată seriei TV.

### Sezonul I, 1966
1. Załoga (Echipajul)
2. Radość i gorycz (Fericire și amărăciune)
3. Gdzie my – tam granica (Aici unde suntem este granița)
4. Psi pazur (Ghearele câinelui)
5. Rudy, miód i krzyże (Rudy, miere și cruci)
6. Most (Podul)
7. Rozstajne drogi (Drumuri care se separă)
8. Brzeg morza (Malul mării)

### Sezonul II, 1969
1. Zamiana (Schimbul)
2. Kwadrans po nieparzystej (Un sfert de oră după ...)
3. Wojenny siew (Semănat în timp de război)
4. Fort Olgierd (Fortăreața Olgierd)
5. Zakład o śmierć (Pariu cu moartea)
6. Czerwona seria (Seria roșie)
7. Wysoka fala (Marele val)
8. Daleki patrol (Patrulare îndepărtată)

### Sezonul III, 1970
1. Klin (Pana)
2. Pierścienie (Inelele)
3. Tiergarten (Tiergarten)
4. Brama (Poarta)
5. Dom (Acasă)